# La Vid y Barrios
La Vid y Barrios es un municipio de España perteneciente a la provincia de Burgos, en la comunidad autónoma de Castilla y León. Ubicado en la comarca de La Ribera, tiene una población de 245 habitantes (INE 2024) e incluye las localidades de Guma, La Vid y Zuzones.

## Geografía
Integrado en la comarca de Ribera del Duero, la capital municipal, Zuzones, se sitúa a 106 km de la capital burgalesa. El término municipal está atravesado por la carretera nacional N-122, entre los pK 248 y 256, y por una carretera provincial (BU-923) que se dirige hacia Peñaranda de Duero. Forma parte del partido judicial de Aranda.
El relieve del municipio está definido por la vega del río Duero, algunos arroyos tributarios del río y el terreno en pendiente ascendente a medida que se aleja del río. La altitud oscila entre los 1020 m al sur y los 810 m a orillas del río. La capital municipal, Zuzones, se alza a 852 m sobre el nivel del mar.
| Noroeste: San Juan del Monte            | Norte: Peñaranda de Duero          | Noreste: Peñaranda de Duero y Langa de Duero (Soria) |
| Oeste: Vadocondes                       |                                    | Este: Langa de Duero (Soria)                         |
| Suroeste: Castillejo de Robledo (Soria) | Sur: Castillejo de Robledo (Soria) | Sureste: Langa de Duero (Soria)                      |

## Historia
Así se describe a La Vid y Barrios en el tomo XVI del Diccionario geográfico-estadístico-histórico de España y sus posesiones de Ultramar, obra impulsada por Pascual Madoz a mediados del siglo XIX:

Villa con ayuntamiento en la provincia, audiencia territorial y capitanía general de Burgos (14 leguas), partido judicial de Aranda de Duero (3) y diócesis de Osma (6); Situada a las inmediaciones del río Duero, con buena ventilación y clima frío, pero sano; siendo las enfermedades más comunes las fiebres intermitentes. Tiene 93 casas, diseminadas en los 3 barrios; escuela de instrucción primaria, dotada con 30 fanegas de trigo; un ex convento de Premostratenses, cuyo edificio es de magnífica construcción, especialmente el claustro, coro y escaleras; una iglesia parroquial (Santa María de la Vid), servida por un cura párroco y un sacristán; este templo situado en medio de los 2 barrios anejos, es de los mejores de Castilla por su bella arquitectura; su capilla mayor fue costeada por Don Francisco de Avellaneda, conde de Miranda y su hermano Don Iñigo López de Mendoza, cardenal de la Santa iglesia de Roma, obispo y de Burgos y abad comendador, que fue del citado convento; en el presbiterio al lado de la Epístola se conservan en su sepulcro las cenizas del primero de estos 2 personajes, y al lado del Evangelio las del segundo. El término confina N Peñaranda de Duero; E Langa; S Castillejo, Robledo (estos 2 de la provincia de Soria), y O Vadocondes. El terreno es de mediana calidad, la parte montuosa está poblada de encinas y enebros; le fertiliza el río Duero sobre el cual hay un puente. Los caminos son locales y provinciales; el correo se recibe de la capital del partido por los mismos interesados. Producciones: cereales y legumbres; cría ganado lanar; caza de liebres, conejos, perdices, lobos y zorros, y pesca de truchas, barbos y anguilas. Industria: un molino harinero. Población: 50 vecinos, 174 almas. Capital productivo: 236.920 reales. Imponible: 23.247. Contribución: 2.892 reales 15 maravedíes.
Diccionario geográfico-estadístico-histórico de España y sus posesiones de Ultramar

En 1895 se abrió al tráfico la línea Valladolid-Ariza, que permitió la conexión de la población con el resto de la red ferroviaria española. El municipio contaba con una estación de ferrocarril propia, que disponía de instalaciones para pasajeros y mercancías. La línea fue cerrada al tráfico de pasajeros en 1985 por ser considerada deficitaria.

### Pantano de Linares
El antiguo término municipal de Linares del Arroyo en Segovia quedó repartido entre los municipios 40115 Maderuelo y 40130 Montejo de la Vega de la Serrezuela, mientras que su población fue trasladada al término municipal de La Vid en la provincia de Burgos, en agrupamiento provocado oficialmente para la construcción del pantano de Linares.

## Demografía
La Vid y Barrios cuenta con una población de 245 habitantes (INE 2024).
| Gráfica de evolución demográfica de La Vid y Barrios entre 1842 y 2021 |
| |
| Población de derecho según los censos de población del INE Población de hecho según los censos de población del INEEn estos censos se denominaba La Vid: 1842, 1857, 1860, 1877, 1887, 1897, 1900, 1910, 1920, 1930, 1940, 1950, 1960, 1970, 1981 y 1991. |

## Monumentos
- Monasterio de La Vid